# Bikie Wars: Brothers in Arms
Bikie Wars: Brothers in Arms est une mini-série dramatique australienne en six parties sur la violence des gangs de motards, diffusée sur Network Ten le 15 mai 2012. Bikie Wars est basé sur le livre Brothers in Arms de Lindsay Simpson et Sandra Harvey. Le scénario a été écrit par Greg Haddrick, Roger Simpson et Jo Martino. Il est réalisé par Peter Andrikidis. Bikie Wars: Brothers in Arms a coûté 6 000 000 $.

## Synopsis
La série en six épisodes dramatise l'histoire du massacre de Milperra , lorsque les Bandidos et les clubs de motards Comanchero sont entrés en guerre le dimanche 2 septembre 1984 pour la fête des pères. Le massacre a commencé après qu'un groupe de Comancheros se soit séparé et ait formé le premier Bandidos Chapitre du Motorcycle Club en Australie. Cela a entraîné une rivalité intense entre les deux chapitres. Lors d'une réunion d'échange publique à la Viking Tavern à Milperra, en Nouvelle-Galles du Sud, une brève mais violente bataille s'est ensuivie avec sept personnes abattues, dont une passante innocente de 14 ans. 28 autres personnes ont été blessées, dont 20 ont dû être hospitalisées.

## Distribution
Bandidos
- Callan Mulvey : Snoddy
- Maeve Dermody : Lee (la petite amie de Snoddy)
- Damian Walshe-Howling : Chopper (vice-président des Bandidos)
- Anthony Hayes : César (Sgt d'armes des Bandidos)
- Luke Hemsworth : Shadow
- Fletcher Humphrys : Bull
- Sam Parsonson : junior[5]
- Aaron Fa'aoso :  Roo
- Richard Sutherland : Davo
- Peter Flaherty : Lard

Comanchero
- Matthew Nable :  Jock (président et autoproclamé « commandant suprême » des Comancheros)
- Susie Porter : Vanessa (la femme de Jock)
- Richard Cawthorne : Foggy (vice-président des Comancheros)
- Jeremy Lindsay Taylor : Leroy (Sgt d'armes des Comancheros)
- Luke Ford : Snow
- Nathaniel Dean (en) : Kraut
- Todd Lasance : Kiddo
- Manu Bennett : Sunshine
- Trent Baines : Sparra
- Pier Carthew : Dog

## Réception
Le premier épisode a remporté son créneau horaire avec 1,26 million de téléspectateurs sur la base des chiffres de la nuit, culminant à 1,43 million de téléspectateurs.

## Musique "Highway Mind"
Le musicien australien Diesel a enregistré et sorti le morceau Highway Mind pour la bande originale. Il est sorti en single le 16 mai 2012.